# Enrique Fuentes Quintana
Pour les articles homonymes, voir Quintana.
Enrique Fuentes Quintana (né le 3 décembre 1924 à Carrión de los Condes et mort le 6 juin 2007 à Madrid) est un universitaire, économiste et homme politique espagnol.
Il est deuxième vice-président du gouvernement et ministre de l'Économie entre 1977 et 1978, dans le premier gouvernement démocratique du règne de Juan Carlos Ier.

## Biographie

### Études
Né dans la province de Palencia, il étudie le droit à l'université centrale de Madrid. Il y obtient un doctorat en 1948 et passe avec succès le concours du corps supérieur des techniciens commerciaux de l'État trois ans plus tard. En 1956, il réussit un nouveau doctorat, en sciences politiques et économiques à l'université centrale.

### Carrière universitaire
Il devient alors professeur des universités d'économie politique et finances publiques à l'université de Valladolid. Deux ans plus tard, en 1958, il est nommé professeur des universités de finances publiques et de droit fiscal à l'université centrale de Madrid.
Il est choisi cette même année pour occuper le poste de directeur du services des études du ministère du Commerce et de la revue « Information commerciale espagnole ». Il est promu en 1970 directeur de l'Institut des études fiscales du ministère des Finances et de la revue « Finances publiques espagnoles ».

### Ministre de l'Économie
Le 15 juin 1977, le nouveau roi d'Espagne Juan Carlos Ier le nomme membre du Sénat. Il rejoint le groupe indépendant.
Le 5 juillet suivant, Enrique Fuentes Quintana est appelé au gouvernement par le centriste Adolfo Suárez, comme deuxième vice-président du gouvernement, chargé de la Politique économique et ministre de l'Économie. Il lui revient alors de mettre en œuvre le pacte de la Moncloa.

### Après la politique
À sa demande, il est relevé de ses fonctions le 25 février 1978. Il devient dès le 7 mars suivant conseiller aux affaires économiques et président du groupe des conseillers économiques du président du gouvernement. Reconduit par Leopoldo Calvo-Sotelo en février 1981, il quitte la présidence du gouvernement en octobre 1982, après la défaite du parti au pouvoir. Il dirige par la suite diverses revues économiques et financières.
Il est désigné membre du conseil de la Banque d'Espagne par le socialiste Carlos Solchaga en août 1985, puis professeur des universités d'économie appliquée à l'université nationale d'enseignement à distance (UNED) l'année suivante. Il quitte la banque centrale en 1994 et prend deux ans après la présidence de la fondation Santa María la Real-Centro de Estudios del Románico.

## Distinctions
- Depuis 2002 : Président d'honneur de la fondation Santa María la Real-Centro de Estudios del Románico.
- Grand-croix de l'ordre de l'Infant Dom Henri
- Grand-croix de l'ordre de Charles III